# Liste des monuments historiques de Neuwiller-lès-Saverne
Ce tableau présente la liste de tous les monuments historiques de Neuwiller-lès-Saverne (Bas-Rhin), classés ou inscrits.

## Monuments historiques
Selon la base Mérimée, il y a 12 monuments historiques à Neuwiller-lès-Saverne, inscrits ou classés.
| Monument | Adresse                                             | Coordonnées                      | Notice         | Protection     | Date           | Illustration                                                                                                   |
| --- | --------------------------------------------------- | -------------------------------- | -------------- | -------------- | -------------- | --- |
| Abbatiale Saint-Pierre-et-Saint-Paul - église - salle du chapitre, restes du cloître - façades, toitures, cellier | Rue du Général-Koenig                               | 48° 49′ 25″ nord, 7° 24′ 19″ est | « PA00084820 » | Classé Inscrit | 1840 1862 1987 | Abbatiale Saint-Pierre-et-Saint-Paul- église- salle du chapitre, restes du cloître- façades, toitures, cellier |
| Chapelle Saint-Nicolas vestiges avec sol                                                                          | Cour du Chapître                                    | 48° 49′ 25″ nord, 7° 24′ 18″ est | « PA00085272 » | Inscrit        | 1989           | Chapelle Saint-Nicolasvestiges avec sol                                                                        |
| Cimetière juif stèles, mur d'enceinte                                                                             | Rue d'Ingwiller 5, impasse des Cigognes Rue du Cerf | 48° 49′ 31″ nord, 7° 24′ 27″ est | « PA67000027 » | Inscrit        | 1999           | Cimetière juifstèles, mur d'enceinte                                                                           |
| Église Saint-Adelphe - église - vestiges enfouis avec sol                                                         |                                                     | 48° 49′ 27″ nord, 7° 24′ 22″ est | « PA00084821 » | Classé Inscrit | 1862 1989      | Église Saint-Adelphe- église- vestiges enfouis avec sol                                                        |
| Fontaine fontaine                                                                                                 | Cour du Chapitre                                    | 48° 49′ 26″ nord, 7° 24′ 17″ est | « PA00084822 » | Inscrit        | 1934           | Fontainefontaine                                                                                               |
| Hôtel de la prévôté du chapitre façades, toitures                                                                 | 8, cour du Chapitre                                 | 48° 49′ 25″ nord, 7° 24′ 15″ est | « PA00084823 » | Inscrit        | 1934           | Hôtel de la prévôté du chapitrefaçades, toitures                                                               |
| Hôtel de ville façades, toiture, escalier double                                                                  | 7, rue du Général-Koenig                            | 48° 49′ 27″ nord, 7° 24′ 18″ est | « PA00084824 » | Inscrit        | 1938           | Hôtel de villefaçades, toiture, escalier double                                                                |
| Maison façades, toiture                                                                                           | 1, rue du Général-Koenig                            | 48° 49′ 28″ nord, 7° 24′ 17″ est | « PA00084825 » | Inscrit        | 1934           | Maisonfaçades, toiture                                                                                         |
| Maison façades, toiture                                                                                           | 6, impasse Léopold                                  | 48° 49′ 28″ nord, 7° 24′ 12″ est | « PA00084826 » | Inscrit        | 1934           | Maisonfaçades, toiture                                                                                         |
| Maison façades, toiture                                                                                           | 8, impasse Leopold                                  | 48° 49′ 28″ nord, 7° 24′ 11″ est | « PA00084827 » | Inscrit        | 1934           | Maisonfaçades, toiture                                                                                         |
| Monument du général Clarke monument                                                                               |                                                     | 48° 49′ 17″ nord, 7° 23′ 55″ est | « PA00084828 » | Classé         | 1948           | Monument du général Clarkemonument                                                                             |
| Puits puits | 104-105, impasse Léopold                            | 48° 49′ 28″ nord, 7° 24′ 11″ est | « PA00084829 » | Inscrit        | 1934           | Puitspuits |

## Mobiliers historiques
Selon la base Palissy, il y a 29 objets monuments historiques à Neuwiller-lès-Saverne.
| Monument historique                                                          | Localisation                                                                            | Protection | Date de la protection | Référence            | Photo |
| ---------------------------------------------------------------------------- | --------------------------------------------------------------------------------------- | ---------- | --------------------- | -------------------- | ----- |
| clochette                                                                    | ancienne abbaye bénédictine, actuellement église paroissiale Saint-Pierre-et-Saint-Paul | classé     | 1982                  | Notice no PM67000630 |       |
| enfeu : Saint-Sépulcre                                                       | ancienne abbaye bénédictine, actuellement église paroissiale Saint-Pierre-et-Saint-Paul | classé     | 1971                  | Notice no PM67000197 |       |
| fonts baptismaux                                                             | ancienne abbaye bénédictine, actuellement église paroissiale Saint-Pierre-et-Saint-Paul | classé     | 1971                  | Notice no PM67000196 |       |
| chaire à prêcher                                                             | ancienne abbaye bénédictine, actuellement église paroissiale Saint-Pierre-et-Saint-Paul | classé     | 1971                  | Notice no PM67000195 |       |
| statue : Saint-Jean-Baptiste                                                 | ancienne abbaye bénédictine, actuellement église paroissiale Saint-Pierre-et-Saint-Paul | classé     | 1971                  | Notice no PM67000194 |       |
| statue : Vierge à l'Enfant                                                   | ancienne abbaye bénédictine, actuellement église paroissiale Saint-Pierre-et-Saint-Paul | classé     | 1971                  | Notice no PM67000193 |       |
| statue : Saint-Paul                                                          | ancienne abbaye bénédictine, actuellement église paroissiale Saint-Pierre-et-Saint-Paul | classé     | 1971                  | Notice no PM67000192 |       |
| statue : Saint-Pierre                                                        | ancienne abbaye bénédictine, actuellement église paroissiale Saint-Pierre-et-Saint-Paul | classé     | 1971                  | Notice no PM67000191 |       |
| reliquaire (reliquaire monumental) : de Saint-Adelphe                        | ancienne abbaye bénédictine, actuellement église paroissiale Saint-Pierre-et-Saint-Paul | classé     | 1971                  | Notice no PM67000190 |       |
| statue : Vierge à l'Enfant                                                   | ancienne abbaye bénédictine, actuellement église paroissiale Saint-Pierre-et-Saint-Paul | classé     | 1971                  | Notice no PM67000189 |       |
| 4 pièces murales : la vie de Saint-Adelphe                                   | ancienne abbaye bénédictine, actuellement église paroissiale Saint-Pierre-et-Saint-Paul | classé     | 1969                  | Notice no PM67000188 |       |
| tableau : Adoration des bergers et Saint-Paul                                | ancienne abbaye bénédictine, actuellement église paroissiale Saint-Pierre-et-Saint-Paul | inscrit    | 1996                  | Notice no PM67001691 |       |
| tableau : Adoration des bergers et Saint-Pierre                              | ancienne abbaye bénédictine, actuellement église paroissiale Saint-Pierre-et-Saint-Paul | inscrit    | 1996                  | Notice no PM67001690 |       |
| statue d'évêque : Saint-Adelphe                                              | ancienne abbaye bénédictine, actuellement église paroissiale Saint-Pierre-et-Saint-Paul | inscrit    | 1996                  | Notice no PM67001689 |       |
| matrice de sceau ecclésiastique : sceau-matrice d'un abbé mitré de Neuwiller | ancienne abbaye bénédictine, actuellement église paroissiale Saint-Pierre-et-Saint-Paul | inscrit    | 1996                  | Notice no PM67001688 |       |
| confessionnal, bas-côté Nord                                                 | ancienne abbaye bénédictine, actuellement église paroissiale Saint-Pierre-et-Saint-Paul | inscrit    | 1996                  | Notice no PM67001687 |       |
| confessionnal, bas-côté Sud                                                  | ancienne abbaye bénédictine, actuellement église paroissiale Saint-Pierre-et-Saint-Paul | inscrit    | 1996                  | Notice no PM67001686 |       |
| buste-reliquaire de Saint-Adelphe                                            | ancienne abbaye bénédictine, actuellement église paroissiale Saint-Pierre-et-Saint-Paul | inscrit    | 1996                  | Notice no PM67001685 |       |
| fragments d'un autel-retable transformé en bibliothèque                      | ancienne abbaye bénédictine, actuellement église paroissiale Saint-Pierre-et-Saint-Paul | inscrit    | 1996                  | Notice no PM67001684 |       |
| stalles (20), lambris de revêtement                                          | ancienne abbaye bénédictine, actuellement église paroissiale Saint-Pierre-et-Saint-Paul | classé     | 1997                  | Notice no PM67000790 |       |
| orgue de tribune                                                             | ancienne abbaye bénédictine, actuellement église paroissiale Saint-Pierre-et-Saint-Paul | classé     | 1972                  | Notice no PM67001060 |       |
| orgue de tribune : partie instrumentale de l'orgue                           | ancienne abbaye bénédictine, actuellement église paroissiale Saint-Pierre-et-Saint-Paul | classé     | 1973                  | Notice no PM67000199 |       |
| orgue de tribune : buffet d'orgue ; tribune d'orgue                          | ancienne abbaye bénédictine, actuellement église paroissiale Saint-Pierre-et-Saint-Paul | classé     | 1972                  | Notice no PM67000198 |       |
| coffret reliquaire de Saint-Adelphe                                          | ancienne abbaye bénédictine, actuellement église paroissiale Saint-Pierre-et-Saint-Paul | classé     | 1997                  | Notice no PM67000791 |       |
| poêle de chauffage dit fourneau gothique à dôme                              | hôtel de ville                                                                          | classé     | 2004                  | Notice no PM67000926 |       |
| poêle de chauffage dit Alsace-Lorraine (variante)                            | hôtel de ville                                                                          | inscrit    | 2002                  | Notice no PM67001308 |       |
| cloche                                                                       | église protestante Saint-Adelphe                                                        | classé     | 1982                  | Notice no PM67000627 |       |
| orgue de tribune                                                             | église protestante Saint-Adelphe                                                        | classé     | 1978                  | Notice no PM67001059 |       |
| orgue de tribune : partie instrumentale de l'orgue                           | église protestante Saint-Adelphe                                                        | classé     | 1978                  | Notice no PM67000463 |       |